# Bart Snels
Bartholomeus Adrianus Wilhelmus (Bart) Snels (Roosendaal, 6 januari 1966) is een Nederlands econoom en voormalig politicus. Van 27 maart 2017 tot en met 26 oktober 2021 was hij lid van de Tweede Kamer voor GroenLinks. Hij was redacteur bij Buitenhof, politiek coördinator van de Tweede Kamerfractie van GroenLinks, directeur van het Wetenschappelijk Bureau GroenLinks en politiek adviseur en tekstschrijver van Jesse Klaver.

## Levensloop
Snels studeerde algemene economie aan de Katholieke Universiteit Brabant. Tussen 1991 en 1993 deed hij zijn vervangende dienstplicht bij het wetenschappelijk bureau De Helling van GroenLinks. Tussen 1993 en 1996 werkte hij aan een proefschrift aan de Universiteit Utrecht.

### Politieke carrière
Daarna was Snels tot 2001 beleidsmedewerker volkshuisvesting, economie en financiën van de Tweede Kamerfractie van GroenLinks. Daarnaast was hij tussen 1998 en 2001 in deeltijd universitair docent economie aan de faculteit Bestuurskunde van de Universiteit Twente. In 1999 publiceerde hij 'Politics in the Dutch Economy: The Economics of Institutional Interaction', waarin hij onderzocht hoe de politieke kleur van het Nederlands kabinet invloed heeft op de ontwikkelingen in de Nederlandse economie, een bewerking van zijn proefschrift.
Tussen 2001 en 2003 werkte hij als coördinerend beleidsmedewerker en themacoördinator sociale zekerheid en arbeidsmarkt op het ministerie van Financiën. Vervolgens werkte hij tussen 2003 en 2004 bij FEM Business als redacteur macro-economie en economische politiek.
Tussen 2004 en 2010 was hij directeur van het Bureau De Helling. Als secretaris nam hij deel aan verschillende programmacommissies van GroenLinks, onder andere voor het verkiezingsprogramma in 2006 en het beginselprogramma, dat in 2008 aan het congres werd voorgelegd. Ook werkte hij aan verschillende publicaties, waaronder 'Vrijheid als Ideaal'. Dit boek zwengelde binnen GroenLinks het debat over een vrijzinnige koers aan. Snels was een belangrijke ideoloog binnen GroenLinks. In 2009 volgde hij Tom van der Lee op als hoofd voorlichting van de Tweede Kamerfractie van GroenLinks. Hij werd als directeur van het wetenschappelijk bureau opgevolgd door Dick Pels.
In 2011 verliet hij GroenLinks. Hij werd als politiek coördinator opgevolgd door Rutger Groot Wassink. In september 2011 werd Snels onafhankelijk publicist. Hij schreef het boek 'Henk, Ingrid & Alexander' (2012), waarin Alexander Pechtold in gesprek gaat met mensen die bij de verkiezingen van 2010 op de PVV hadden gestemd. Tevens was Snels lid van het campagneteam van Alexander Pechtold tijdens de verkiezingen in 2012.
In januari 2014 keerde hij terug naar de journalistiek en werd hij senior redacteur bij Buitenhof. Sinds 2015 werkt hij weer bij de fractie van GroenLinks en werd speechwriter. Bij de Tweede Kamerverkiezingen 2017 stond hij op de lijst van GroenLinks op plek 9 en werd gekozen. Hij is financieel woordvoerder van de fractie. Als Kamerlid diende hij onder andere de motie in tot het instellen van een parlementaire ondervraging over de toeslagenaffaire. De commissie die hierop werd ingesteld kwam in haar rapport Ongekend Onrecht tot de conclusie dat er op grote schaal rechtsstatelijke principes werden geschonden, zowel in de wetgevende, uitvoerende als rechtsprekende macht.
Op 14 oktober 2021 kondigde hij zijn vertrek uit de Tweede Kamer aan per 27 oktober dat jaar. Hij was het niet eens met de verregaande samenwerking van zijn partij met de PvdA inzake de formatiepogingen voor een nieuw kabinet na de Tweede Kamerverkiezingen van maart 2021. In een brief aan Tweede Kamervoorzitter Vera Bergkamp schreef Snels dat hij deze samenwerking zag als kiezersbedrog.
Snels werd met ingang van 1 februari 2022 op voordracht van minister Bruins Slot van Binnenlandse Zaken en Koninkrijksrelaties benoemd tot inspecteur-generaal bij de Inspectie belastingen, toeslagen en douane op het ministerie van Financiën.
In 2024 brengt hij samen met Alexander Pechtold het boek “Tot uw dienst” uit.

## Publicaties (selectie)
- Political mechanisms and institutional interaction : politics in the Dutch economy", proefschrift Universiteit Utrecht, 1997.
- Politics in the Dutch economy : the economics of institutional interaction, 1999, Aldershot: Ashgate.
- De falende staat van ontwikkelingssamenwerking? : over de noodzaak van debat en het stellen van moeilijke vragen, met Selçuk Akinci, Aysel Sabahoğlu, 2008, Wetenschappelijk Bureau GroenLinks.